# Dominion Energy
Dominion Energy, Inc. (bis 2017: Dominion Resources, Inc.) ist ein US-amerikanisches Unternehmen mit Firmensitz in Richmond. Das Unternehmen ist in den Aktienindices S&P 500, Dow Jones Composite Average sowie im Dow Jones Utility Average gelistet.
Dominion Energy versorgt mit 16.200 Mitarbeitern über 6 Mio. Kunden mit Strom und Erdgas. Das Unternehmen ist in den US-amerikanischen Bundesstaaten Virginia, West Virginia, Ohio, Pennsylvania und im östlichen Teil des Bundesstaates North Carolina aktiv. Des Weiteren hat es einige Standorte in den Bundesstaaten Indiana, Illinois, Wisconsin, Massachusetts und Connecticut.

## Firmengeschichte
Zu den Gründern des Unternehmens gehörten George Washington und James Madison. 1781 verabschiedete das Parlament von Virginia das Appomattox Trustee, um die Schifffahrt auf dem Appomattox River zu fördern. 1795 wurde das Unternehmen Upper Appomattox Company gegründet, um die Wasserrechte am Fluss zu sichern. Das Unternehmen übernahm verschiedene Wasserwerke am Fluss und errichtete das erste Dampfkraftwerk 1888.
Frank Julian Sprague baute um 1887/1888 das erste größere elektrische Straßenbahnsystem der USA in Richmond, Virginia auf. 1909 wurde die Virginia Railway and Power Company (VRPC) gegründet, um neben dem Betrieb von Eisenbahnen auch Strom zu erzeugen. Der Hauptaktionär von VRPC, Frank Jay Gould verkaufte das Unternehmen 1925 an ein Syndikat, das von Stone & Webster gebildet wurde. Nach einem Merger von VRPC mit der Spotsylvania Power Company of Fredericksburg im selben Jahr wurde das neue Unternehmen in Virginia Electric and Power Company (VEPCO) umbenannt. 1983 wurde die Dominion Resources, Inc. (DRI) als Holding gegründet und die Tochter VEPCO wurde in Virginia Power umbenannt. DRI fusionierte 2000 mit Consolidated Natural Gas of Pittsburgh.
Anfang 2016 erwarb DRI die Questar Corporation für 6 Mrd. USD. Der Zusammenschluss wurde im September desselben Jahres abgeschlossen. Im Februar 2017 gab das Unternehmen bekannt, dass es die Zustimmung der Aktionäre für einen neuen Firmennamen einholen würde.

## Tochtergesellschaften
Laut eigenen Angaben hatte Dominion Stand November 2017 u. a. folgende Tochtergesellschaften:
- Virginia Power, eine 100%ige Tochtergesellschaft
- Dominion Gas, eine damals 100%ige Tochter und Holding, der weitere Tochtergesellschaften untergeordnet sind. Berkshire Hathaway übernahm diese Tochtergesellschaft am 5. Juli 2020 für 10 Mrd. Dollar (inklusive 5,7 Mrd. Dollar Schulden).[8]

## Kraftwerke
Dominion Energy besitzt über die Tochtergesellschaft Virginia Power Kraftwerke mit einer installierten Leistung von 25,7 (bzw. 26,4) GW. Der Zweig Merchant Generation betreibt Kraftwerke mit 4,3 GW, darunter auch mehrere Solar- und Windkraftwerke.

### Kernkraftwerke
Dominion Energy besitzt bzw. betreibt in den USA die folgenden 5 Kernkraftwerke (Stand November 2017):
| Name des Kraftwerks | Block | Nettoleistung (MW) | Netzsynchronisation | Betriebsbewilligung bis | Abschaltung |
| ------------------- | ----- | ------------------ | ------------------- | ----------------------- | ----------- |
| Kewaunee            | 1     | 556                | 08.04.1974          | 21.12.2033              | 07.05.2013  |
| Millstone           | 2     | 869                | 09.11.1975          | 31.07.2035              |             |
|                     | 3     | 1.229              | 12.02.1986          | 25.11.2045              |             |
| North Anna          | 1     | 903                | 17.07.1978          | 01.04.2038              |             |
|                     | 2     | 903                | 25.08.1980          | 21.08.2040              |             |
| Surry               | 1     | 788                | 04.07.1972          | 25.05.2032              |             |
|                     | 2     | 788                | 10.03.1973          | 29.01.2033              |             |
| V. C. Summer        | 1     | 966                | 16.11.1982          | 06.08.2042              |             |